# 江島 (宮城県)
江島（えのしま）は、宮城県牡鹿郡女川町の沖合に浮かぶ島。神奈川県の江の島やその他の江島と区別して「陸前江島（りくぜんえのしま）」とも呼ばれる。島名は「江ノ島」、「江の島」と表記されることも多いが、「江島」とするのが正しい。

## 地理
女川町中心部から見て南東の女川原子力発電所の正面にあり、牡鹿半島から伸びる江島列島の中で、最大の島、唯一の有人島である。
全島が三陸復興国立公園に指定されている。島に平地はまったくなく道路は急勾配で狭隘、周囲は断崖絶壁に囲まれた厳しい島である。集落は島の北側に所狭しと集中している。江島の名は、江島諸島の中で唯一入江があり、船を着けることができたことから名づけられた。長らく、地形的な問題から島に港を作ることができず、島に物資を運ぶ際には、沖に船を停泊させて艀に積み替えるしかなかったが、近年巨費を投じて島の北側と南西側に防波堤と埠頭が作られ、交通事情が改善した。だが、今なお1日3便の高速船がやって来るだけの離島である。
全島に篠竹が生い茂り、ウミネコやウトウの繁殖地である。江島の南東にある足島のウミネコは国の天然記念物に指定されている。周囲の海は魚の宝庫であり、ほぼ全ての住民が漁業に従事しており、釣り客の来島も多い。農業は上記のとおり適した平坦な土地が殆どないため、自給用の畑が点在する程度である。
厳しい海に囲まれているため、かつては島内の自治組織として講が作られ、鉄の結束を誇った。現在もなお、助け合いの精神が色濃く息づいている。
- 面積 - 0.36km2[4]
- 最高地点 - 海抜76.5m
- 人口 - 50人(2020年11月末現在)[5]

## 島の伝承
- 11世紀 - 安倍貞任の弟である鳥海三郎が漁網を伝えたと言われている[6]。
- 1200年頃 - 源義経をかくまった罪で源頼朝に追われた奥州藤原氏の家臣にして、日詰（現紫波町）を領していた日詰五郎（藤原基衡の孫）が落ち延びたとされる。伝承によると、その際に家宝である金鶏を連れて行ったが、鳴き声で敵にばれてしまうことを恐れ、海洞の中に閉じ込めたが、ある時嵐によって洞窟ごと吹き飛ばされてしまった。それ以来鶏を供養する意味で島には犬猫を連れ込まないというしきたりができたという。
- 江戸時代には仙台藩に属し、1745年には政治犯が流される流刑地とされた[6][3]。江島自然活動センター裏の東岸の岩場は、「流人ころがし」と言われ、かつては罪人を突き落とす仕置場であった。仙台藩で上流に属していた流刑人も多かったため、風流を愛する気風が残されているという。その一人に豊臣家の家臣筋であった修験者、栄存法印がおり、死後は島民によって手厚く葬られたというが、埋葬場所はその後農地として開墾されてしまったらしく、現在は確認できない。
- 太平洋戦争末期の1945年（昭和20年）8月10日、連合軍の激しい空襲に遭い、19人死亡、16人重軽傷、建物の焼失3棟、全壊3棟の大きな被害が出る。
- 近年まで、頭に大きな荷物を載せた「陸前の大原女」が島の狭い坂道を行き交う風景が見られた。

## 気候
年較差の小さい海洋性気候となっており、冬は温暖、夏は冷涼である。かつては日本では珍しくケッペンの気候区分におけるCfb（西岸海洋性気候）に属していた。冬は2月の最低気温平均がわずかに氷点下になっている程度と東北地方としてはかなり温暖で、太平洋側気候であり雪の少ない宮城県本土沿岸部と比べてもさらに雪は少ない。夏はやませの影響を受けやすく、8月の最高気温平均も夏日になる程度の25.9℃である。真夏日は年間で3日程度と非常に少ない。周囲は、陸地から離れ、海流が強く、外洋に面して水深が深く、本土側も含め人の生活圏からも遠いので水質が良く、良い漁場となっている。気象のアメダス観測を行っており、宮城県各放送局の気象情報ではおなじみの場所である（特に、宮城県随一の強風地点としてよく紹介される）。

## 交通
シーパル女川汽船により高速船「しまなぎ」が1日3往復運航（午後の1往復はデマンド運航）。女川港から13.8 kmで、所要時間は約30分。気象条件によっては、南西側の埠頭に発着することもある。

## 生活

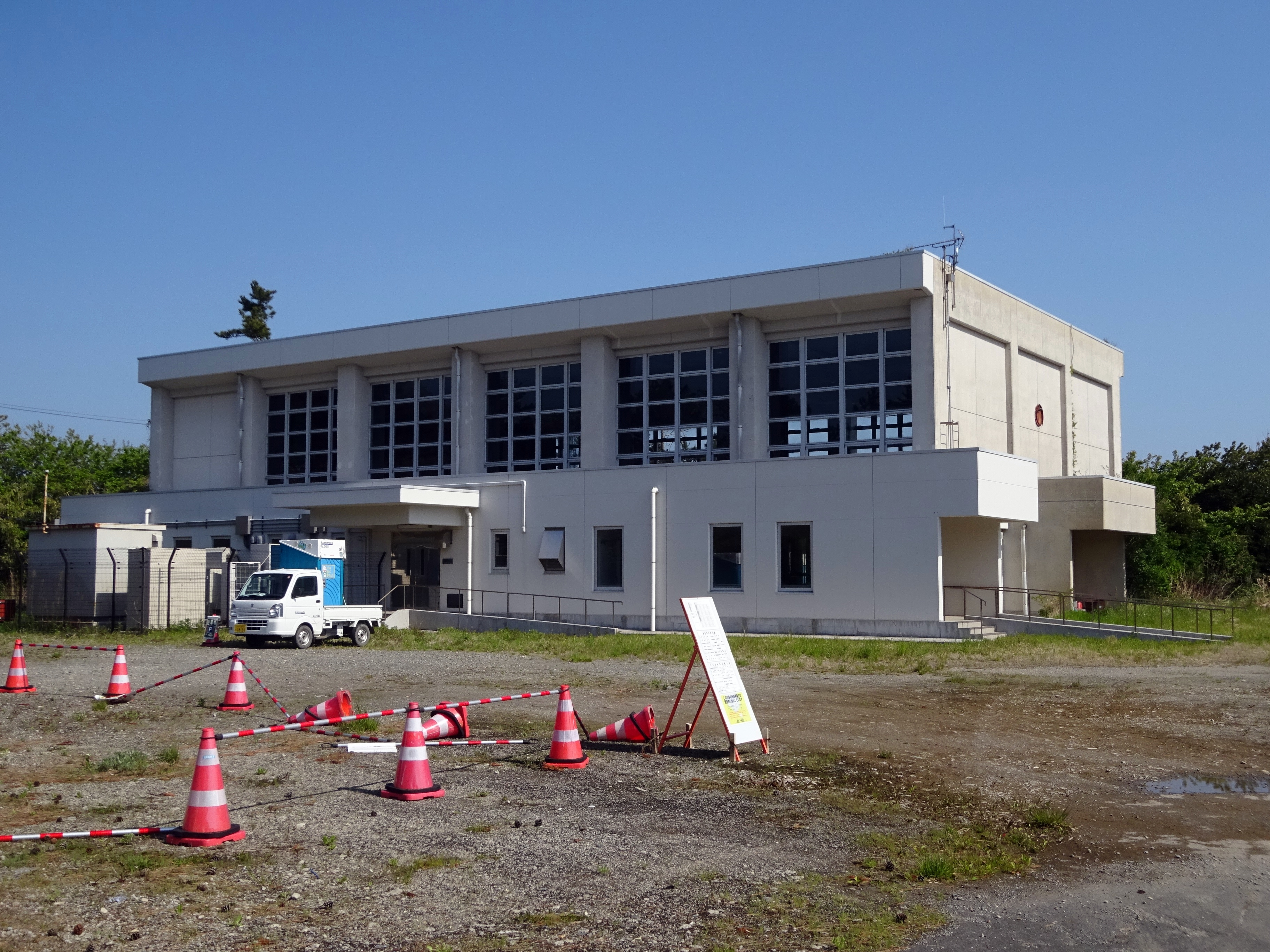
女川町立女川第五小学校跡_女川町立女川第三中学校跡

- 公的機関 - 女川町の出先機関として、江島開発総合センターあり
- 学校 - なし（廃校跡は女川町江島自然活動センターになっている）
- 郵便局 - 江島簡易郵便局があるが、震災の影響により、現在業務休止中[7]
- 商店、食堂 - なし。自動販売機も存在しない(ただし現在は、震災復旧工事関係者のために工事事務所に設置されている)。島民は、狭い畑を耕して半自給自足の生活を行っており、島で生産されない米や卵などの食料品やその他日用品は、女川町立病院への通院時などに商店で買い込むか、電話で注文して宅配便や託送手荷物で運び込まれる。江島では、船の入港30分前になると、毎回、島の防災無線で荷物の受取人と口数が放送される。
- ガソリンスタンド - なし。灯油はドラム缶単位で島内に運び込まれており、民家の軒先には、灯油の入ったドラム缶が転がっている光景が見られる。なお、島内を走っている車は、ほぼすべてが軽自動車か軽トラックである。
- 金融機関 - なし
- 漁協 - 宮城県漁業協同組合女川町支所江島支部事務所がある。
- 民宿 - なし（ネット上の地図には記載があるが営業してない）
- 医療機関 - 江ノ島へき地診療所がある。急患は、自然活動センター運動場から宮城県防災航空隊ヘリ、もしくは高速船や漁船で搬送。[8]
- 放送 - 全島で良好に視聴できる。アンテナは、女川テレビ中継局に向いている家庭が多いが、仙台親局（大年寺山）も良好に受信できる。ラジオ放送は、宮城局のみならず、岩手県の大船渡中継局・大船渡ラジオ中継局など隣県の電波も良好に入り、AM放送では関東広域局も日中に聴取できる。
- 電気・電話 - 完備している。電気は本土から送電されており、島の最西端で送電線が海中に没している様子が見える。電話は、NTT東日本江島無線中継所まで無線伝送され、そこから島内に電話線が延びている。
- 携帯電話 - 島内に基地局はなく、パンフレット上はエリア外になっているが、携帯電話会社によっては海上伝播エリアになっており、NTTドコモのFOMAプラスエリア対応機種では、実際には島内のほとんどの場所で高品質で通話できる。
- 水道 - 島内に水源はないため、本土から海底送水している。かつては島内に井戸が一箇所しかなく、しかも湧出量が少なかったため、慢性的な水不足であった。
- し尿・ごみ - 全て本土に搬出。公衆便所は、江島港に1か所あるのみである。島内のいたるところにごみの小型焼却炉がある。

## 主な施設・名所

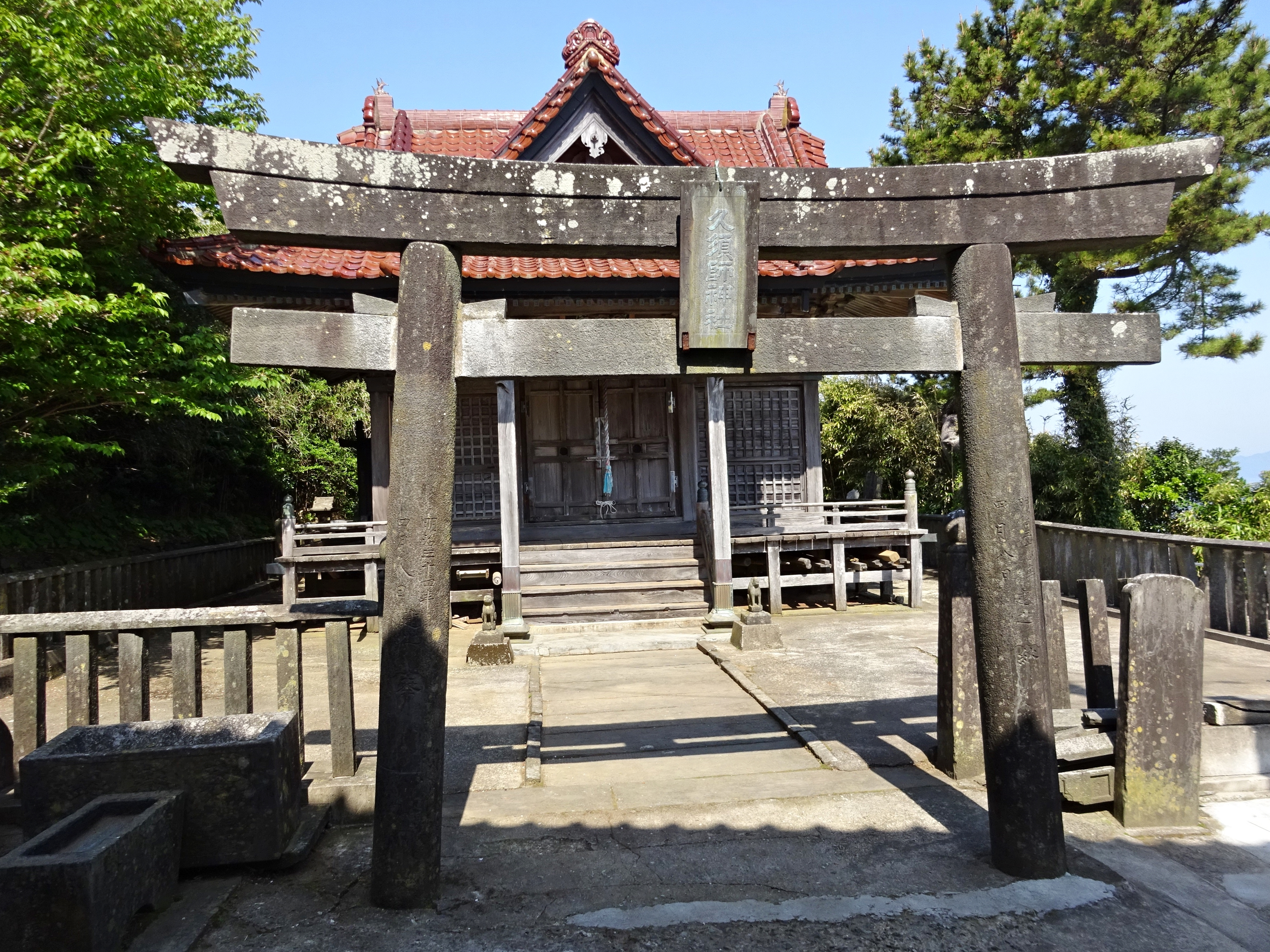
久須師神社鳥居

- 東京大学地震研究所江の島津波観測所 - 外洋での津波観測を行うための施設として、1941年（昭和16年）から観測を開始。1966年（昭和41年）に恒久的な観測施設を設置。江島の気象観測を行うアメダスはここに設置されている。
- 女川町江島自然活動センター - 廃校になった女川第5小学校及び女川第3中学校を利用した女川町立自然学習施設で、校舎跡（事務所及び宿泊施設）、体育館、グラウンド、キャンプ場がある。釣り体験、魚網曳き体験ができる。
- 久須師神社 - 前述の日詰五郎を奉った神社。宮城県指定無形民俗文化財の江島法印神楽が伝承されている。
- 栄存神社 - 無実の罪で流刑にされた修験者の栄存法印を奉っている。形式は神社だが、境内には墓地が広がっている。神社の裏手が島の最高地点であり、そこに、海上保安庁江島灯台が建っている[6]。

## 名産品
- カキ
- アワビ
- ウニ
- ホヤ
- 鯖（金華鯖）
- マイワシ

## 東北地方太平洋沖地震による影響

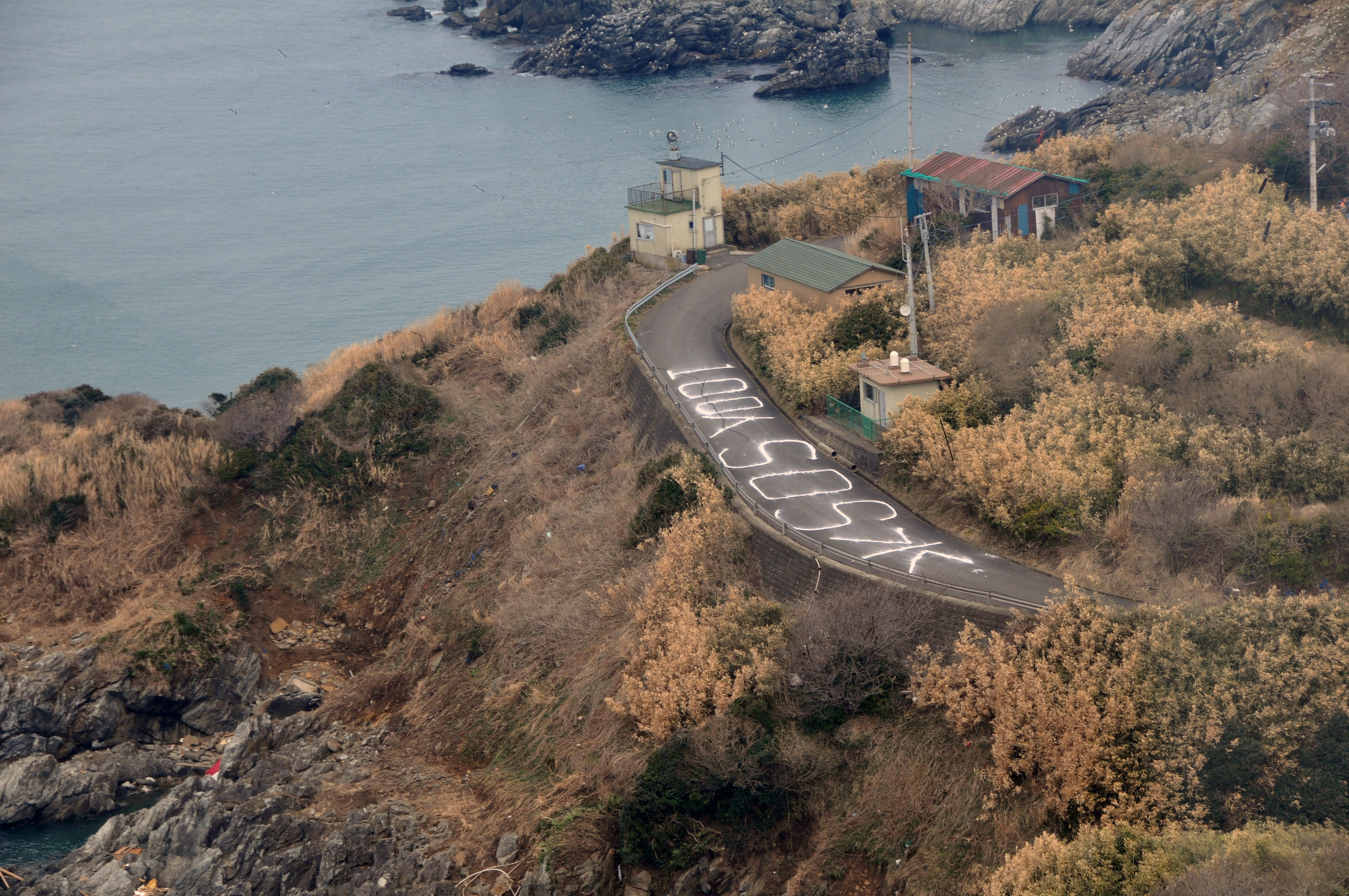
島北端部の道路に書かれたSOSサイン。

2011年3月11日に発生した東北地方太平洋沖地震により、江島では人的被害はなかったが、ライフラインに壊滅的な被害が生じ、2011年11月7日まで全島民に避難指示が出され、島外避難を余儀なくされた。津波は、港に面した宮城県漁業協同組合女川町支所江島支部事務所の2階部分に相当する高さに達した。
9月に海底送電の電気が復旧、海水淡水化装置を導入したことで水道も復旧出来たことから、11月7日の避難指示解除となったが、水道が一定の水質になっていないため、女川町では、当面の間、島民に飲み水としてペットボトルの水を配給している。
2011年11月22日時点で、全島民の3分の2にあたる約60人が帰島したが、診療所や簡易郵便局の再開の見通しは立っておらず、定期船も週3日2便に過ぎない。